# HD 217303
HD 217303，又名CD-2516220，SAO 191554、HR 8743，是一颗恒星，视星等为5.65，位于銀經31.11，銀緯-64.99，其B1900.0坐标为赤經22h 54m 41s，赤緯-25° -64.99′ 54″。